# Eotetranychus lewisi
Eotetranychus lewisi är en spindeldjursart som först beskrevs av McGregor 1943.  Eotetranychus lewisi ingår i släktet Eotetranychus och familjen Tetranychidae. Inga underarter finns listade i Catalogue of Life.